# The Star Beast
"The Star Beast" é o primeiro dos três especiais de 60 anos da série de ficção científica britânica Doctor Who, transmitido originalmente através da BBC One e Disney+ em 25 de novembro de 2023. Baseado em uma história em quadrinhos escrita para a Doctor Who Magazine em 1979, o episódio foi escrito pelo roteirista e showrunner Russell T Davies e dirigido por Rachel Talalay. O episódio reintroduz David Tennant agora interpretando o Décimo quarto Doutor depois de ter aparecido na série entre 2005 e 2010 como o Décimo Doutor, e de Catherine Tate, que reprisa o papel como sua acompanhante, Donna Noble. O episódio também conta Yasmin Finney como sua filha, Rose, e com a atriz convidada Miriam Margolyes como a voz do alienígena Beep the Meep.
O episódio foca no recém-regenerado Doutor sendo atraído de volta à vida da sua ex-acompanhante Donna Noble, cuja memória ele foi forçado a apagar depois que sua mente humana foi dominada pelo conhecimento dos Senhores do Tempo no final da quarta temporada em 2008. Ao chegar à Londres dos dias modernos, ele é pego em um conflito mortal quando uma nave espacial cai, com um exército alienígena de Wrarth Warriors perseguindo uma pequena criatura peluda conhecida como Beep the Meep.
Este o primeiro episódio comandado por Davies e Julie Gardner desde o especial de 2009–10 "The End of Time", e marca o retorno do ex-produtor executivo Phil Collinson e do compositor Murray Gold, que deixaram o programa após a conclusão da quarta temporada e do especial de Natal de 2017 "Twice Upon a Time", respectivamente, marcando a quarta era de produção da série revivida, após o primeiro mandato de Davies como produtor executivo entre 2005 e 2010, de Steven Moffat de 2010 a 2017 e de Chris Chibnall de 2018 a 2022. É também o primeiro episódio regular da era revivida a ser transmitido no sábado desde "The Doctor Falls" em 2017.

## Enredo
Após sua regeneração, o Décimo quarto Doutor pousa em Londres onde encontra Donna Noble, que ainda não se lembra dele. Ele também conhece Rose, sua filha adolescente trans, e seu marido Shaun Temple. Uma nave espacial pousa nas proximidades, notada por todos, exceto Donna, forçando o Doutor a investigar. Ele se encontra com a cientista da UNIT Shirley Anne Bingham, que questiona porque a aparência atual do Doutor se assemelha à sua décima encarnação, mas ele acredita que isso pode estar ligado a Donna de alguma forma. Shirley envia um esquadrão da UNIT para investigar a nave, apenas para eles serem possuídos por uma misteriosa luz azul. Rose encontra uma pequena criatura peluda chamada simplesmente de Meep e a esconde em seu galpão onde guarda seus bichinhos de pelúcia caseiros. O Meep afirma que os Wrarth Warriors estão perseguindo-o por causa de sua pele.
Donna descobre o Meep no momento em que o Doutor chega em sua casa e é confrontada pela mãe furiosa dela, Sylvia. Quando Shaun chega em casa, o Doutor acalma todos e fica sabendo da história do Meep. Após disso, os soldados da UNIT possuídos e os Wrarth Warriors chegam e uma luta começa. O Doutor tira o Meep e a família de Donna do meio do conflito, mas percebe que os Wrarth não estão usando força letal. Ele realiza um julgamento simulado com o Meep e dois Wrarth Warriors, com estes últimos revelando que o mundo natal do Meep foi afetado por um sol que transformou toda a sua espécie em seres cruéis e que o Meep é o último de sua espécie, tentando governar o universo. O Meep abandona sua fachada gentil e mata os Wrarth Warriors, revelando que os soldados possuídos da UNIT estão sob seu controle e toma o Doutor e a família de Donna como reféns.
O Meep planeja escapar da Terra com seus novos soldados, ao custo de incinerar Londres em seu rastro. O Doutor e a família de Donna são resgatados por Shirley, enquanto o Doutor e Donna, que está começando a se lembrar de seu passado, vão deter o Meep. Preso dentro da nave e sem tempo, o Doutor é forçado a despertar as memórias dela e os dois conseguem desligar a nave com sucesso. Para surpresa de ambos, Donna não morre. Com o nascimento de Rose, Donna passou um pouco de sua meta-crise para ela, despertando algumas memórias do Doutor dentro dela também. Seu galpão e as bonecas que ela fez eram efígies da TARDIS e dos alienígenas que encontraram. O Meep é capturado pelas autoridades Wrarth, embora planeje sua vingança, e Donna e Rose expulsam o resto da meta-crise de seus corpos.
O Doutor decide mostrar a Donna e sua família sua TARDIS recém-atualizada e sugere visitar o avô de Donna, Wilfred Mott, para lhe contar as boas notícias. Enquanto Donna experimenta a nova máquina de café da TARDIS, ela acidentalmente o derrama nos controles, fazendo com que ela pegue fogo e comece a se desmaterializar. O Doutor comenta que a TARDIS poderia levá-los a qualquer lugar no tempo e no espaço.

## Produção

### Desenvolvimento

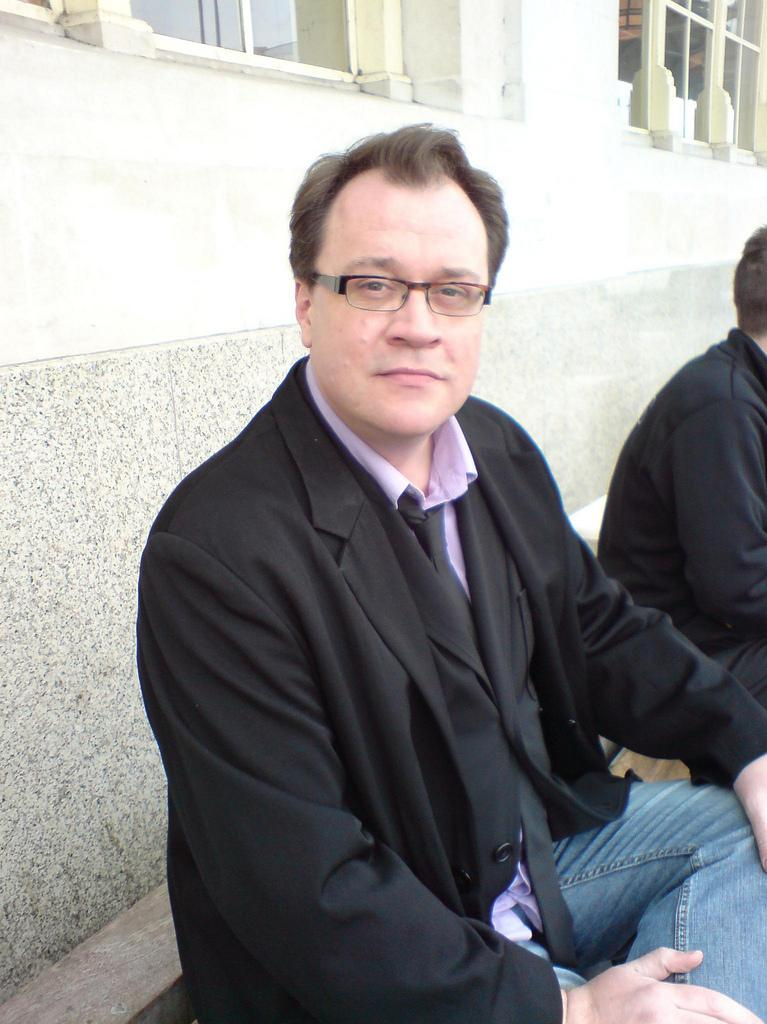
Russell T Davies, que retornou a Doctor Who como showrunner e escritor principal a partir dos especiais de 60 anos da série.

Em julho de 2021, a BBC anunciou que Chris Chibnall, que atuava como produtor executivo e showrunner da série desde 2018, deixaria o posto após uma série de especiais em 2022 junto com Jodie Whittaker, que interpretava a Décima terceira Doutora. O futuro do programa foi levantado pela primeira vez por Piers Wenger em 25 de agosto de 2021, quando ele disse que uma futura mudança para Doctor Who seria "radical".
Em 24 de setembro de 2021 foi anunciado que Russell T Davies retornaria a Doctor Who como showrunner, depois de ter ocupado o papel entre 2005 e 2010, sucedendo Chibnall para a produção dos especiais de 60 anos do programa em 2023 e além. Davies se juntou à produtora Bad Wolf, que foi fundada pela ex-produtora executiva da série Julie Gardner e pela ex-chefe de drama da BBC Jane Tranter, com a Bad Wolf assumindo o controle criativo de Doctor Who começando com os especiais, permitindo que a BBC se concentre em estabelecer o show como uma marca global.
Phil Collinson, Gardner e Tranter retornaram ao programa como produtores executivos, ao lado do estreante Joel Collins. Davies confirmou em março de 2022 que a pré-produção havia começado no Bad Wolf Studios em Cardiff. Os especiais foram editados por Tim Hodges.
A história é baseada na história em quadrinhos "The Star Beast" escrita por Pat Mills e John Wagner e ilustrada por Dave Gibbons que apareceu na revista Doctor Who Weekly no começo de 1980.

### Elenco
David Tennant e Catherine Tate retornaram à série como parte dos especiais de 60 anos. Tennant aparece como o Décimo quarto Doutor pela primeira vez, enquanto Tate reprisa seu papel como Donna Noble.
Em 25 de dezembro de 2022 foi anunciado que Jacqueline King e Karl Collins também retornariam como Sylvia Noble e Shaun Temple, respectivamente, que apareceram na série pela última vez em "The End of Time", a história final de Tennant como o Décimo Doutor, e que Ruth Madeley apareceria como Shirley Anne Bingham. Yasmin Finney se juntou ao elenco para interpretar uma personagem chamada Rose. A BBC posteriormente confirmou que o sobrenome do personagem era Noble, revelando que Finney interpretaria a filha de Donna e Shaun. Em 14 de setembro de 2023, Miriam Margolyes foi anunciada para se juntar ao elenco dos especiais como a voz do Meep.

### Filmagens
Rachel Talalay retornou a série para dirigir o primeiro especial; As filmagens dos especiais começaram em maio de 2022 e terminaram no final de julho de 2022.

## Transmissão e recepção
"The Star Beast" foi transmitido em 25 de novembro de 2023 como o primeiro dos três especiais de 2023, filmados para aniversário de 60 anos de Doctor Who. O episódio teve seu lançamento de imprensa e estreia em 6 de novembro na Battersea Power Station, em Londres. O episódio também teve uma exibição especial como parte das comemorações do 60º aniversário em 23 de novembro na Royal Television Society em Cardiff.

### Recepção crítica
"The Star Beast" recebeu críticas positivas dos avaliadores. Jack Seale, do The Guardian, deu ao episódio uma nota quatro de um máximo de cinco, descrevendo-o como sendo "divertido, leve e rápido", elogiando também a forma como o episódio lidou com a comunidade transgênero, de forma "terna" e "gloriosamente e contundentemente afirmativa". Anita Singh, escrevendo para o The Sunday Telegraph, deu a "The Star Beast" a mesma nota de Seale e disse que o episódio foi "...uma reentrada perfeita para uma franquia que precisa reconquistar o afeto do público". Alternativamente , Neil Armstrong, da BBC, descreveu o especial como "enfadonho e, no final, pouco mais do que um sistema de entrega para A Mensagem".

## Lançamentos domésticos
"The Star Beast", junto com os outros dois especiais "Wild Blue Yonder" e "The Giggle", estão programados para serem lançados em home video em 11 de dezembro de 2023.